# Server di posta elettronica
Un server di posta elettronica (tecnicamente mail transfer agent (MTA), o mailer daemon in contesto Unix-like) è un programma, e per estensione il computer su cui viene eseguito, che si occupa della ricezione e smistamento da un computer all'altro di messaggi di posta elettronica. Si contrappone al client di posta (mail user agent) presente invece sulla macchina dell'utente finale.
Normalmente un server email risiede su un sistema hardware dedicato, ma può essere eseguito su computer ove risiedano altri server o che siano utilizzati anche per altri scopi, come un comune personal computer.

## Operatività
Per essere usato su Internet, un mail server deve essere connesso alla Rete. Le principali operazioni sono:
- la ricezione o raccolta della posta in ingresso dai vari mail user agent degli utenti mittenti, poi consegnata/immagazzinata nella rispettiva casella di posta (box mail) dei destinatari;
- lo smistamento eventuale della posta in ingresso verso altri server di posta di altri provider del servizio dove risiedono gli utenti destinatari;
- l'accesso da parte degli utenti destinatari, sempre attraverso il mail user agent, alle proprie caselle di posta sul server.

La ricezione e lo smistamento si svolgono oggi prevalentemente tramite il protocollo SMTP (dall'inglese Simple Mail Transmission Protocol). Per l'accesso, i protocolli più usati sono POP3 che scarica la posta sul computer dell'utente, e IMAP che mantiene la posta sul server in modo che l'utente possa accedervi da diversi computer.
Un mail server (MTA) riceve la posta da un altro mail server, da un agente di invio della posta (o MSA, dall'inglese mail submission agent) o da un agente utente della posta (o MUA, dall'inglese mail user agent). I dettagli della trasmissione sono specificati dal SMTP. Quando la casella di posta destinataria di un messaggio non è ospitata localmente, il messaggio viene ritrasmesso, cioè inoltrato a un altro MTA. 

## Problemi dei piccoli server
Principalmente a causa di preoccupazioni per lo spam e una generale tendenza verso la centralizzazione delle strutture, sono sorti problemi per le piccole organizzazioni e gli utenti domestici che desiderano eseguire il proprio server di posta elettronica.
A partire dal 2011 molti ISP bloccano preventivamente le connessioni in uscita verso la porta TCP 25 sui collegamenti nazionali; inoltre i più grandi provider di posta elettronica hanno requisiti sempre più stringenti per gli altri server che desiderano trasferire le email verso di loro. Per esempio: l'inversione dei record PTR da parte del server di invio viene spesso controllata prima di accettare le email; il record PTR deve essere impostato dal provider di servizi Internet, che può rifiutare questa richiesta ad una piccola azienda o un utente domestico.
Altri problemi incontrati dai piccoli mail-server includono l'uso zelante delle blacklist e la presunzione di colpevolezza da parte dei suddetti servizi di blacklist e grandi provider e-mail, che classificano per impostazione predefinita come spammer i nuovi server.